# Jalpachilaune
Jalpachilaune (nep. जाल्पा चिलाउने) – gaun wikas samiti we wschodniej części Nepalu w strefie Sagarmatha w dystrykcie Udayapur. Według nepalskiego spisu powszechnego z 2001 roku liczył on 667 gospodarstw domowych i 3701 mieszkańców (1865 kobiet i 1836 mężczyzn).